# Estádio José Alvalade
Estádio José Alvalade är en fotbollsarena i Lissabon i Portugal.                                                                                                                          
Den är hemmaarena för fotbollsklubben Sporting Lissabon och har en kapacitet på 50 466 åskådare.
Arenan byggdes till EM 2004 och är klassificerad som en femstjärnig fotbollsarena av Uefa.

## Bilder

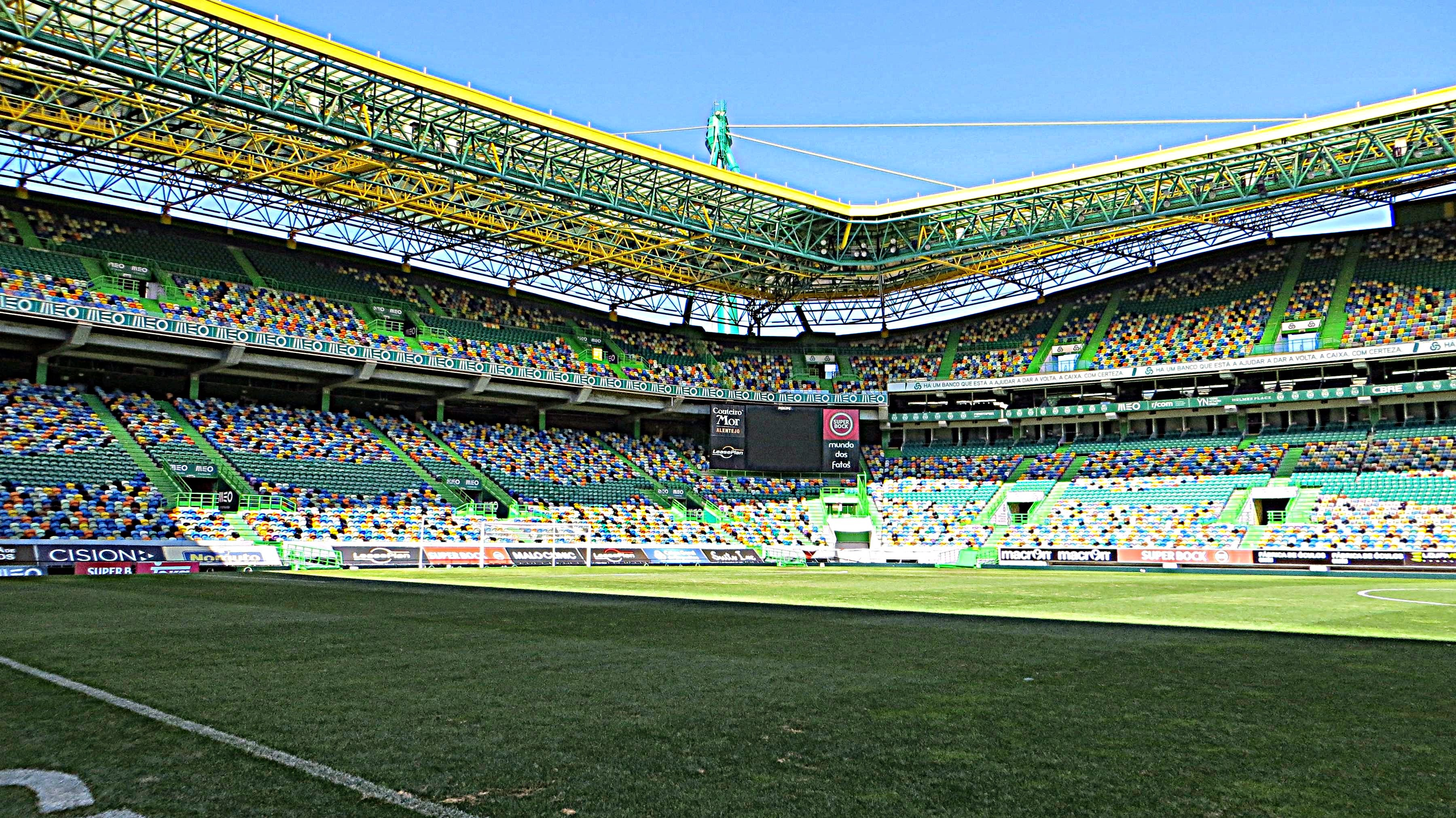
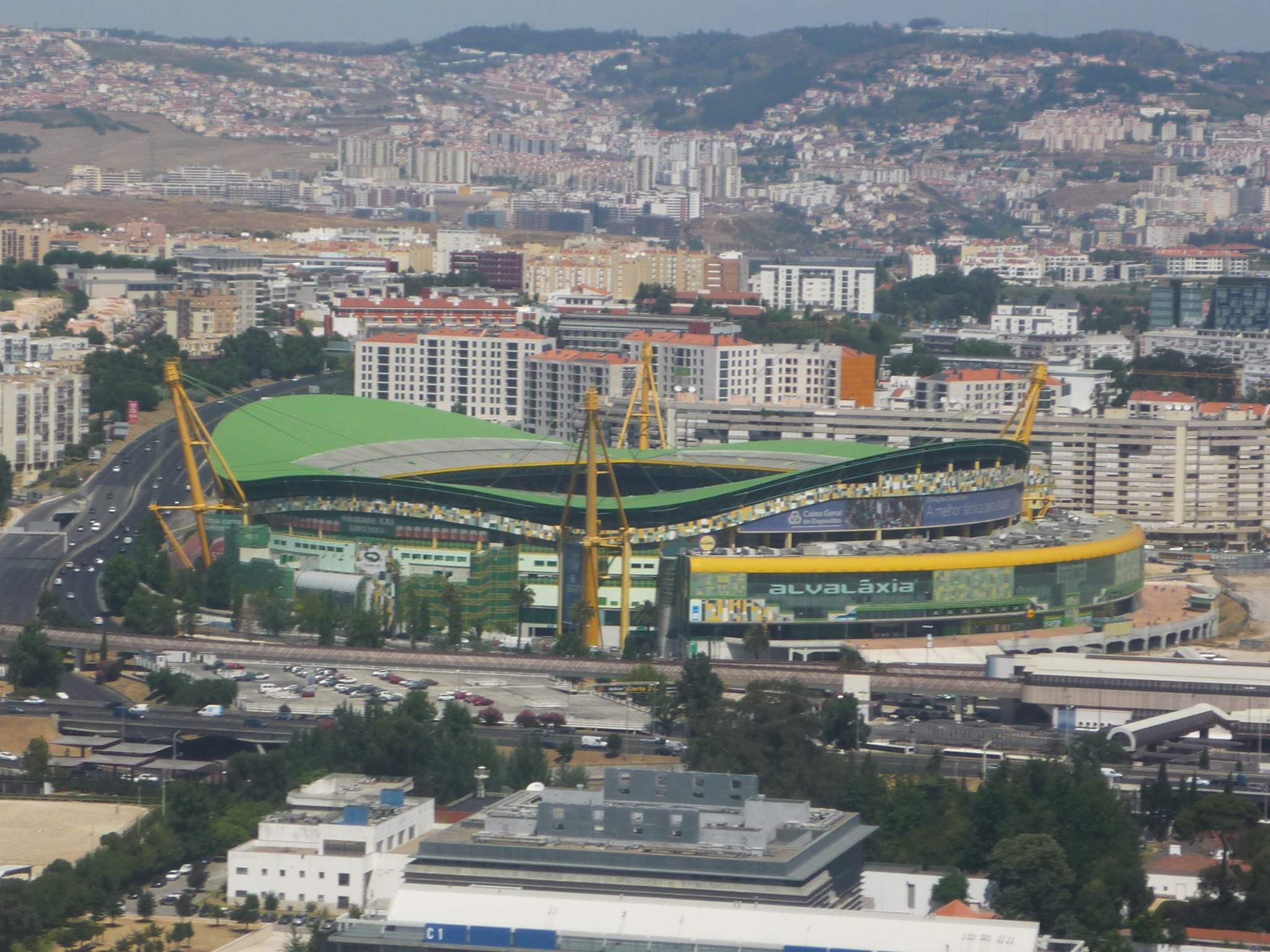
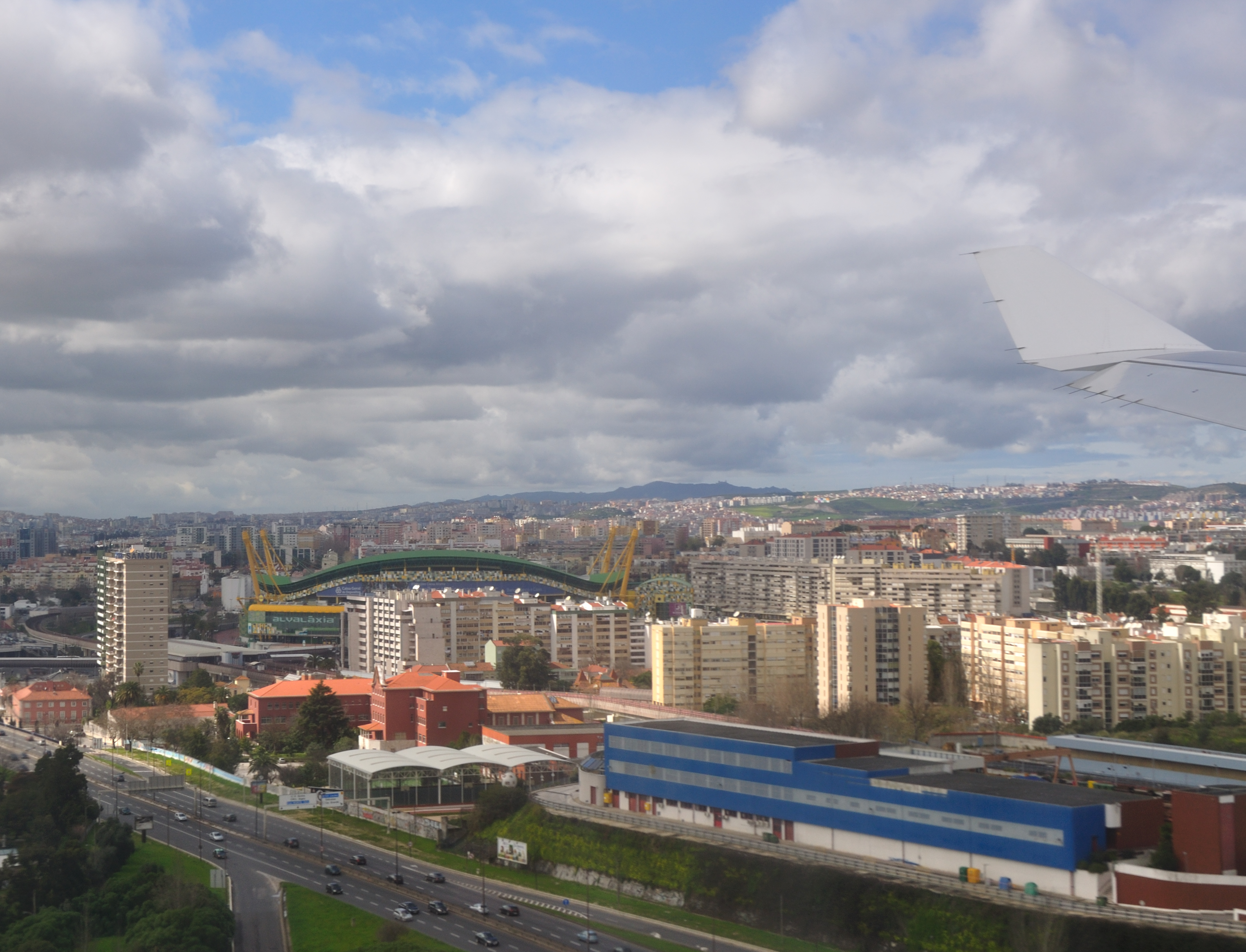